# Huis Nassau-Idstein
Het Huis Nassau-Idstein was een zijtak van de Walramse Linie van het Huis Nassau, een Duitse adellijke familie. Het Huis Nassau-Idstein ontstond in 1629 door de deling door de zoons van graaf Lodewijk II van Nassau-Saarbrücken en heerste over een deel van het graafschap Nassau. Het hoofd van het huis werd in 1688 verheven tot rijksvorst. Het huis stierf uit in 1721.

## Ontstaan van het huis
Het Huis Nassau-Idstein ontstond in 1629 door de eerste deling tussen de zoons van graaf Lodewijk II van Nassau-Saarbrücken: Willem Lodewijk, Johan, Ernst Casimir en Otto. Deze hadden hun vader in 1627 opgevolgd en tot dan gezamenlijk geregeerd. Johan verkreeg bij de verdeling Idstein. Bij de nieuwe verdeling in 1651 ontving Johan als zijn bezit Idstein, Wiesbaden, Sonnenberg, Wehen, Burgschwalbach en Lahr.
Het gebied rond de Burcht Idstein was oorspronkelijk een rijksleen. Het kwam rond 1120 in bezit van de aartsbisschoppen van Mainz, die het in leen gaven aan de graven van Laurenburg, de voorouders van het Huis Nassau.
Wiesbaden was bezit van het Huis Nassau sinds Walram I van Nassau de Koningshof Wiesbaden had ontvangen van keizer Frederik I "Barbarossa". De Nassause bezittingen in dat gebied werden rond 1214 uitgebreid toen graaf Hendrik II "de Rijke" de rijksvoogdij (Reichsvogtei) over Wiesbaden en de omliggende Königssondergau in leen ontving.
Kasteel Sonnenberg werd in 1200 op een rots gebouwd door de graven Hendrik II "de Rijke" en Rupert IV van Nassau voor de bescherming van Wiesbaden. Wehen wordt rond 1330 genoemd als bezitting van graaf Gerlach I van Nassau. Burgschwalbach kwam in 1536 door ruil in bezit van graaf Filips III van Nassau-Weilburg. Lahr kwam in 1527 door erfenis in bezit van graaf Johan Lodewijk van Nassau-Saarbrücken.
Tussen 1355 en 1605 bestond er reeds een zijtak Nassau-Wiesbaden-Idstein.

## Regerende graven en vorsten

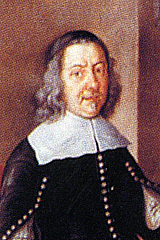
Graaf Johan van Nassau-Idstein

### Johan (1629-1677)
Johan van Nassau-Idstein (Saarbrücken, 24 november 1603 - Idstein, 23 mei 1677 o.s.) was de zevende zoon van graaf Lodewijk II van Nassau-Saarbrücken en Anna Maria van Hessen-Kassel. 
Johan volgde in 1627 zijn vader op samen met zijn broers Willem Lodewijk, Ernst Casimir en Otto. Johan verkreeg in 1629 bij een eerste deling Idstein. Willem Lodewijk en Johan stonden in 1631 hun gezamenlijk deel (¼) van de Esterau af aan graaf Johan Lodewijk van Nassau-Hadamar en verkreeg in ruil daarvoor het deel van Altweilnau dat deze bezat. In 1634 schikten de broers Nassau in Frankfurt met de heren van Geroldseck over hun eigendomsrechten op Lahr. 
Johan verbleef tussen 1634 en 1646 in ballingschap te Straatsburg gedurende welke periode de keizer zijn gebieden verdeelde tussen de vorst van Schwarzburg en de keurvorst van Mainz. Johan verkreeg in 1646 bij zijn terugkeer in Duitsland zijn bezittingen terug. 
Johan ging in 1651 met zijn broer Ernst Casimir en hun neven Johan Lodewijk, Gustaaf Adolf en Walraad over tot een nieuwe verdeling. Johan ontving als zijn bezit Idstein, Wiesbaden, Sonnenberg, Wehen, Burgschwalbach en Lahr.
Opvallend zijn de heksenjachten tijdens zijn regering. In 1630 begonnen heksenjachten in zijn gebied. Johan droeg de predikanten op om tegen de hekserij te prediken. In 1658 begon de heksenjacht in het land Nassau opnieuw. En tussen 1674 en 1677 werden opnieuw heksenjachten uitgevoerd in Idstein. Tussen 3 februari 1676 en 31 maart 1677 werden in Idstein 39 personen voor hekserij terechtgesteld, 31 vrouwen en 8 mannen.
Uit zijn eerste huwelijk met Sibylla Magdalena van Baden-Durlach werden elf kinderen geboren, waaronder zijn zoons Gustaaf Adolf en Lodewijk Frederik. 
Uit zijn tweede huwelijk met Anna van Leiningen-Dachsburg werden achttien kinderen geboren, waaronder zijn zoon en opvolger George August Samuel.
Johan overleed in 1677 en werd begraven in de Uniekerk te Idstein.

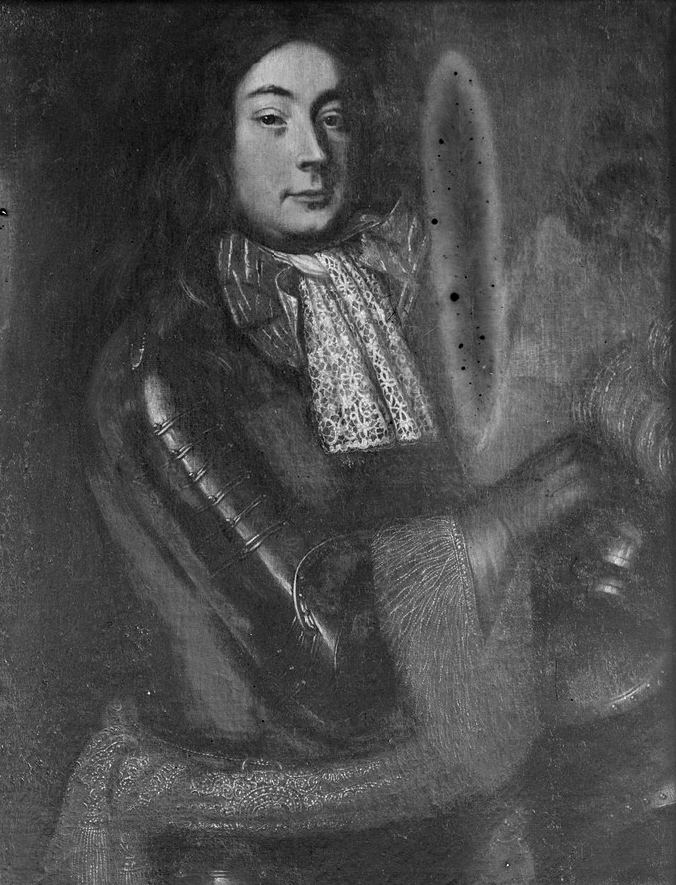
Vorst George August Samuel van Nassau-Idstein

### George August Samuel (1677-1721)
George August Samuel van Nassau-Idstein (Idstein, 26 februari 1665 o.s. - Biebrich, 26 oktober 1721) was het op een na jongste kind van graaf Johan en Anna van Leiningen-Dachsburg.
George August Samuel was pas 12 jaar oud toen zijn vader Johan in 1677 overleed. De regering werd aanvankelijk waargenomen door twee voogden. In 1683 nam hij deel aan de verdediging van Wenen tijdens de Tweede Turkse Belegering. Een jaar later, op achttienjarige leeftijd, werd hij de regerende graaf. Op 4 augustus 1688 benoemde keizer Leopold I hem tot rijksvorst.
George August Samuel voltooide onder meer het residentieslot in Idstein, legde in Wiesbaden de Herrengarten en de Fasanerie aan, liet het voorgebouw van het stadspaleis verbouwen en uitbreiden en legde aan de oevers van de Rijn in Biebrich een baroktuin aan. Een eerste zomerhuis was de eerste steen voor het latere Slot Biebrich, dat echter pas na zijn dood werd voltooid.
Uit zijn huwelijk met Henriette Dorothea van Oettingen-Oettingen werden twaalf kinderen geboren, waaronder zijn dochter Henriette Charlotte. Zijn drie zoons werden alle niet ouder dan een paar maanden.
George August Samuel overleed - net als zijn twee jongste dochters - aan de pokken. Hij werd begraven in de Uniekerk te Idstein. Hij werd opgevolgd door zijn achterneven Frederik Lodewijk van Nassau-Ottweiler en Karel Lodewijk van Nassau-Saarbrücken.

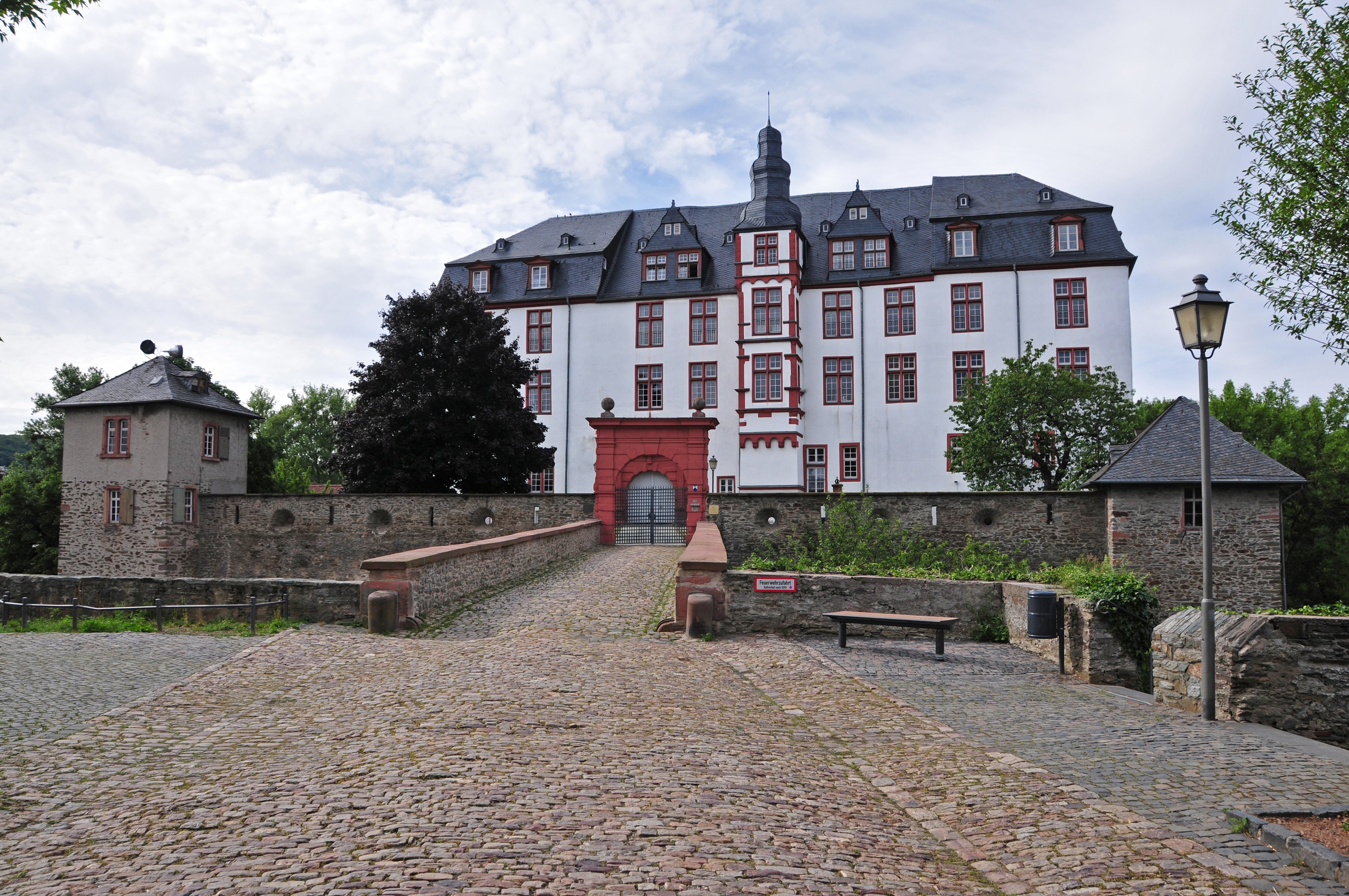
Slot Idstein
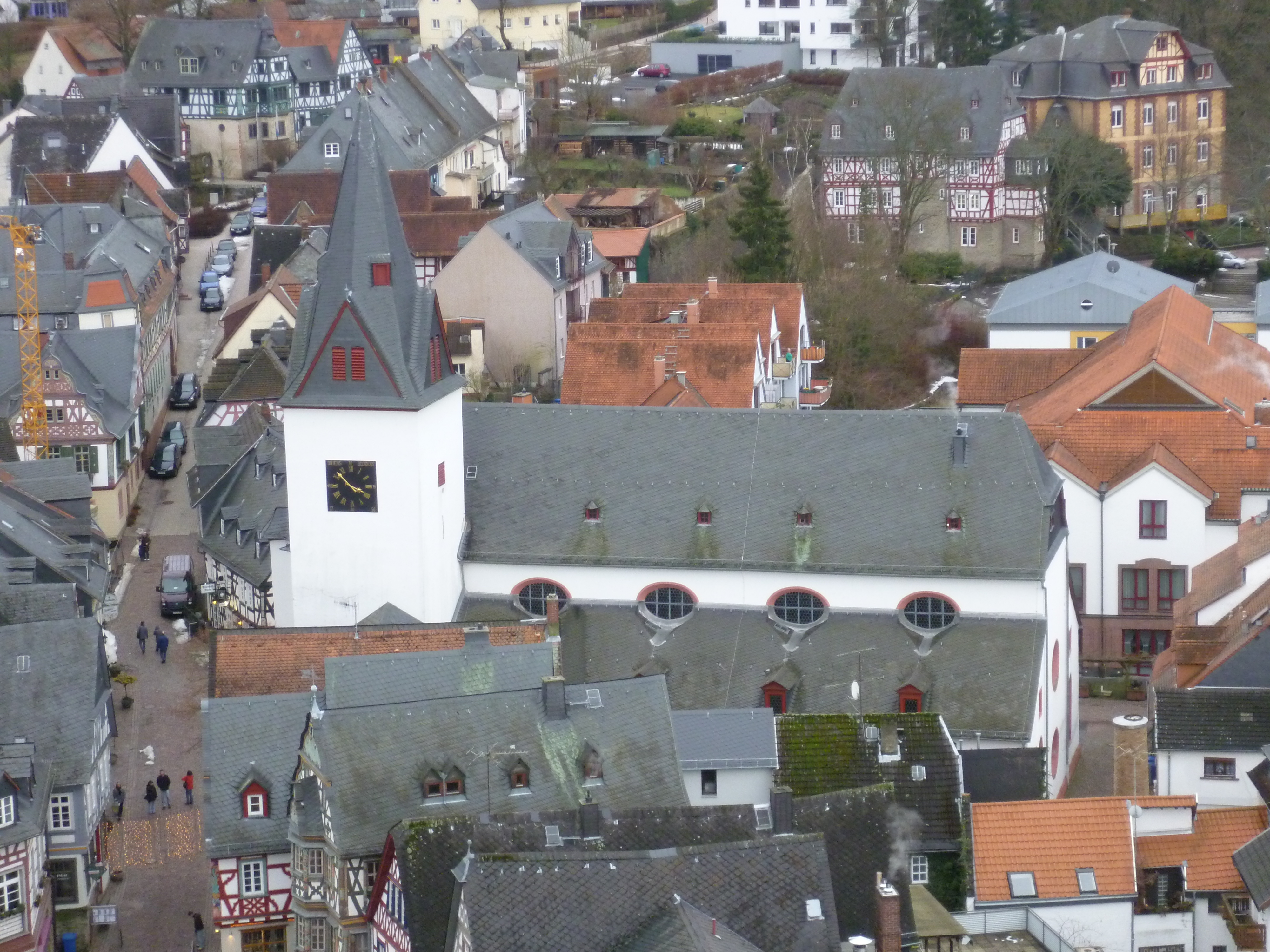
Uniekerk te Idstein
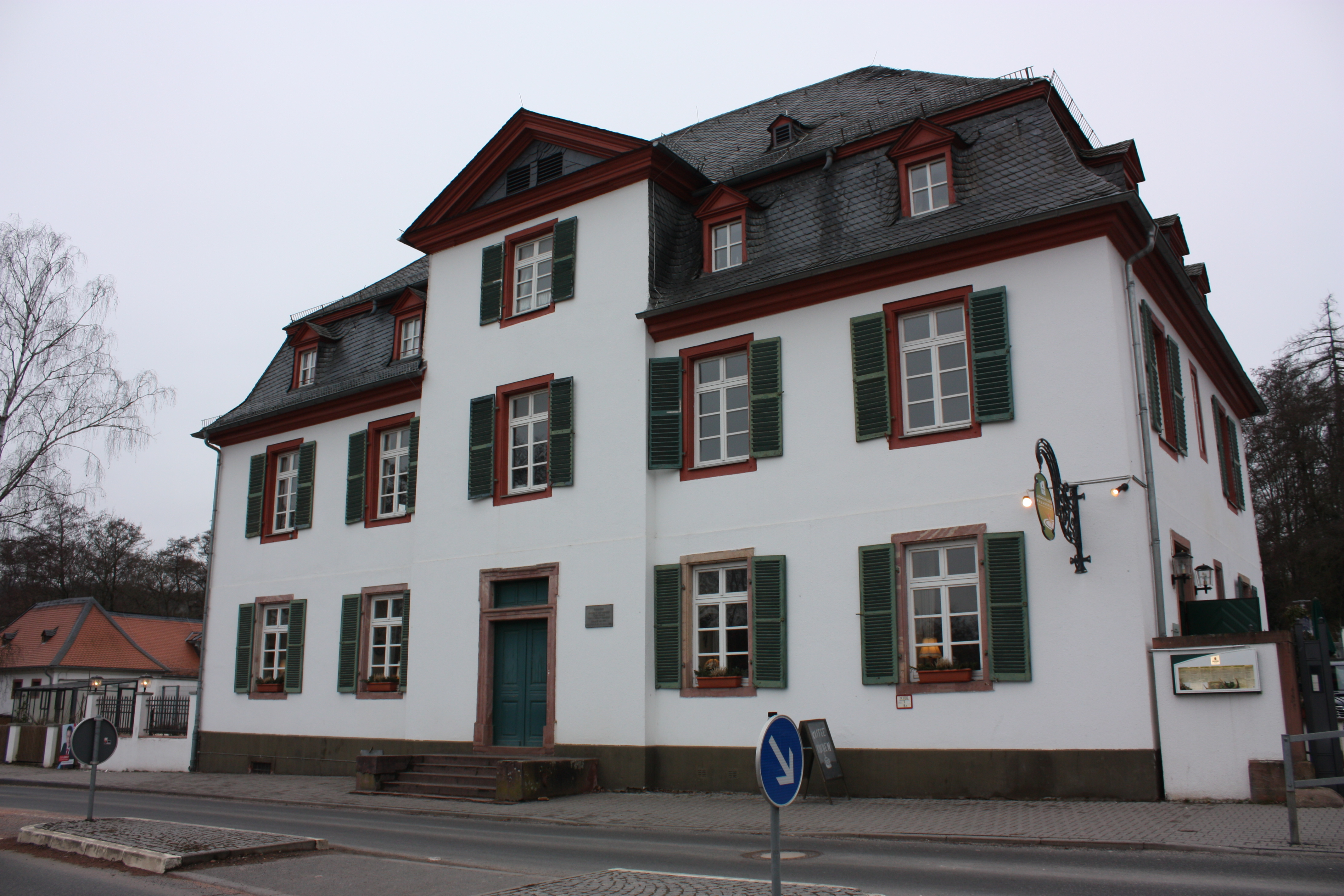
Jachtslot Fasanerie
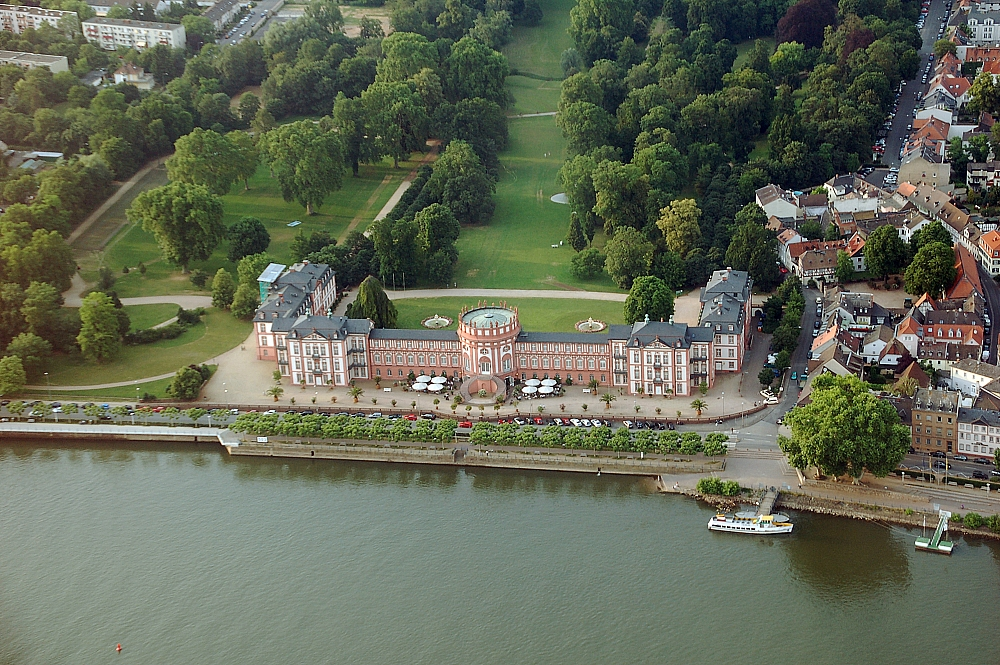
Slot Biebrich

## Overige leden uit het huis

### Gustaaf Adolf
Gustaaf Adolf van Nassau-Idstein (Weilburg, 14 februari 1632 - (gesneuveld) Sint-Gotthard, Hongarije, 1 augustus 1664 n.s.) was de oudste zoon van graaf Johan en Sibylla Magdalena van Baden-Durlach.
Na een grondige opleiding en verschillende reizen naar het buitenland, stuurde zijn vader hem in december 1652 voor regeringszaken naar de rijksdag in Regensburg. Daar kwam hij in contact met de keizerlijke opperhofmaarschalk Heinrich Wilhelm von Starhemberg. Deze bemiddelde een kennismaking van Gustaaf Adolf met de pater-jezuïet Jodok Kedd, een toen zeer bekende theoloog.
Na enige tijd trad Gustaaf Adolf toe tot de Rooms-Katholieke Kerk. Keizer Ferdinand III was zijn peter en benoemde hem ook tot kamerheer. De vader en de familie waren echter zeer verbijsterd en ze betwijfelden de vrijheid van de beslissing. In een brief aan zijn vader zette Gustaaf Adolf zijn reden tot bekering heel duidelijk uiteen en volhardde, ondanks verzoeken en bedreigingen, in zijn geloofsverandering. Zijn vader sloot hem vervolgens uit van de erfenis.
Gustaaf Adolf trad in Spaanse militaire dienst. In een gevecht bij Valenciennes raakte hij zwaar gewond. Vervolgens bracht hij verscheidene bezoeken aan zijn vader in Idstein, die een zekere toenadering tot stand brachten. In zijn bekering tot het katholicisme volhardde Gustaaf Adolf echter vastberaden, zodat er in dynastiek opzicht niets veranderde.
Rond 1660 werd Gustaaf Adolf als kolonel keizerlijk officier en ontving een eigen regiment. Hiermee trok hij ten strijde in de oorlog tegen de Turken. Hij sneuvelde op 1 augustus 1664 in de Slag bij Sint-Gotthard in Hongarije. Hij werd in een kapucijnerkerk bij Fürstenfeld begraven.
Gustaaf Adolf was ongehuwd en had geen nakomelingen.

### Lodewijk Frederik
Lodewijk Frederik van Nassau-Idstein (Idstein, 2 november 1633 - Elbingen, 1 oktober 1656 n.s.) was de derde zoon van graaf Johan en Sibylla Magdalena van Baden-Durlach.
Lodewijk Frederik was officier in het Zweedse leger. In een veldslag bij Danzig verloor hij zijn linkerarm. Negen dagen later overleed hij te Elbingen. Hij werd begraven in de Uniekerk te Idstein.
Lodewijk Frederik was ongehuwd en had geen nakomelingen.

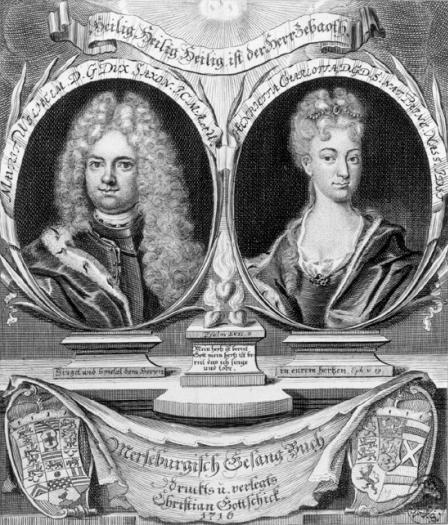
Maurits Willem van Saksen-Merseburg en Henriette Charlotte van Nassau-Idstein

### Henriette Charlotte
Henriette Charlotte van Nassau-Idstein (Idstein, 9 november 1693 o.s. - Slot Delitzsch, 8 april 1734) was de derde dochter van vorst George August Samuel en Henriette Dorothea van Oettingen-Oettingen.
Henriette Charlotte huwde te Idstein op 4 november 1711 met hertog Maurits Willem van Saksen-Merseburg (Merseburg, 5 februari 1688 - Merseburg, 21 april 1731). Ze schonk op 23 juni 1720 het leven aan een dochter Frederica Ulrike, die echter binnen een paar uur overleed. Hoewel formeel de dochter van Maurits Willem, is het zeer waarschijnlijk dat Frederica Ulrike het resultaat was van de affaire van haar moeder met Friedrich Carl von Pöllnitz, Henriette Charlottes hofmaarschalk en vele jaren haar geliefde.
Na het overlijden van haar echtgenoot in 1731 trok Henriette Charlotte zich terug in Slot Delitzsch, waar ze openlijk samenleefde met von Pöllnitz, tot haar overlijden drie jaar later, 40 jaar oud. Ze werd begraven in de Stadskerk Sint Peter en Paul te Delitzsch.